# Mamá cumple cien años
Mamá cumple cien años es una película española dirigida por Carlos Saura, quien junto con Rafael Azcona escribió el guion. La película es una comedia que continúa la serie iniciada con Ana y los lobos que Saura había dirigido en 1973. Los personajes son los mismos pero se acentúa el carácter fantástico del relato.

## Sinopsis
En torno a una anciana que va a cumplir cien años, se reúne toda la familia y la institutriz, Ana, en el viejo caserón. Ana llega al lugar y encuentra a los distintos miembros organizando la fiesta, en un encuentro coral en el que reviven el pasado, con todos sus conflictos, tensiones e interrelaciones. Sobre ellos pesa la estructura familiar.

## Reparto
- Geraldine Chaplin... 	Ana
- Amparo Muñoz	...	Natalia
- Fernando Fernán Gómez... Fernando
- Norman Briski... Antonio
- Rafaela Aparicio...	Mamá
- Charo Soriano...	Luchi
- José Vivó... Juan
- Ángeles Torres...	Carlota
- Elisa Nandi... Victoria
- Rita Maiden... Solange
- Monique Ciron... Anny
- José María Prada...	José

## Localizaciones de rodaje
La película se filmó en Torrelodones, municipio de Madrid. Y como Ana y los lobos la finca que sale en la película es el Pendolero.

## Premios
35.ª edición de las Medallas del Círculo de Escritores Cinematográficos
| Categoría        | Persona          | Resultado |
| ---------------- | ---------------- | --------- |
| Mejor película   | Mejor película   | Ganadora  |
| Mejor actriz     | Rafaela Aparicio | Ganadora  |
| Mejor fotografía | Teo Escamilla    | Ganador   |

La película fue nominada por la Academia de las Artes y las Ciencias Cinematográficas de Hollywood al Premio Oscar a la mejor película extranjera. Fue Premio Especial del Jurado en el Festival de Cine de San Sebastián en 1979.